# Reimer Hansen (Historiker)
Reimer Johannes Hansen (* 4. Februar 1937 in Heide) ist ein deutscher Historiker.

## Leben
Wissenschaftlicher Assistent war er von 1964 bis 1970 an der Christian-Albrechts-Universität zu Kiel, wo er 1965 zum Dr. phil. promoviert wurde. An der PH Berlin wurde 1970 ordentlicher Professor und wechselte 1980 an die FU Berlin, wo er 2005 emeritiert wurde. Von 1994 bis 2002 war er Vorsitzender der Historischen Gesellschaft zu Berlin.

## Schriften (Auswahl)
- Neolithische Funde unter der Eider. Mitteilung und Auswertung der Funde im Rahmen der erd.- u. vorgeschichtlichen Zusammenhänge. Museum für Dithmarscher Vorgeschichte, Heide 1959, OCLC 73433930.
- Der Ortsname Pahlen. Museum für Dithmarscher Vorgeschichte, Heide 1960, OCLC 73433933.
- Das Ende des Dritten Reiches. Die deutsche Kapitulation 1945 (= Kieler historische Studien. Band 2). Klett, Stuttgart 1966, OCLC 164217674 (zugleich Dissertation, Kiel 1965).
- Die Kriegskonferenzen der Alliierten und das politische Schicksal Deutschlands. Überarbeitete Fassung eines Vortrags (= Gegenwartsfragen. Band 15). Landesbeauftragte für Staatsbürgerliche Bildung in Schleswig-Holstein, Kiel 1966, OCLC 73433931.
- Militär und Demokratie in der deutschen Geschichte (= Gegenwartsfragen. Band 26). Landesbeauftragte für Staatsbürgerliche Bildung in Schleswig-Holstein, Kiel 1970, OCLC 473213466.
- Der 8. Mai 1945 – Geschichte und geschichtliche Bedeutung. Vortrag am 8. Mai 1985 im Fachbereich Geschichtswissenschaft der Freien Universität Berlin. Fachbereich Geschichtswissenschaft der Freien Universität, Berlin 1985, OCLC 74802822.
- Bedeutung und Aktualität Leopold von Rankes. Ansprache zur Eröffnung der gemeinsamen Veranstaltung des Friedrich-Meinecke-Instituts der Freien Universität Berlin und der Historischen Gesellschaft zu Berlin zum Gedenken an den 100. Todestag Leopold von Rankes am 23. Mai 1986. Berlin 1986, OCLC 918035033.
- Gedenkrede auf Friedrich Meinecke aus Anlass der Enthüllung der Gedenktafel am 17.5.1990 Am Hirschsprung 13 in Berlin-Dahlem. Fachbereich Geschichtswissenschaft der Freien Universität, Berlin 1990, OCLC 74887111.
- als Herausgeber mit Wolfgang Ribbe: Geschichtswissenschaft in Berlin im 19. und 20. Jahrhundert. Persönlichkeiten und Institutionen (= Veröffentlichungen der Historischen Kommission zu Berlin. Band 82). De Gruyter, Berlin/New York 1992, ISBN 3-11-012841-1.
- als Herausgeber: Minderheiten im deutsch-dänischen Grenzbereich (= Gegenwartsfragen. Band 69). Landeszentrale für Politische Bildung Schleswig-Holstein, Kiel 1993, ISBN 3-88312-043-X.
- als Herausgeber mit Jörn-Peter Leppien: Manfred Jessen-Klingenberg. Standpunkte zur neueren Geschichte Schleswig-Holsteins (= Veröffentlichungen des Beirats für Geschichte der Arbeiterbewegung und Demokratie in Schleswig-Holstein. Band 20). Schleswig-Holsteinischer Geschichtsverlag c/o Ges. für Politik und Bildung, Heide 1998, ISBN 3-933862-25-4.
- als Herausgeber mit Wolf Dieter Könenkamp und Frank Trende: Das Dithmarscher Reiterwappen. Boyens, Malente 2004, ISBN 3-8042-1134-8.
- als Herausgeber Uwe Danker: Reimer Hansen. Aus einem Jahrtausend historischer Nachbarschaft. Studien zur Geschichte Schleswigs, Holsteins und Dithmarschens (= Veröffentlichungen des Beirats für Geschichte der Arbeiterbewegung und Demokratie in Schleswig-Holstein. Band 22). Schleswig-Holsteinischer Geschichtsverlag c/o Ges. für Politik und Bildung, Malente 2005, ISBN 3-933862-33-7.
- Von der Friedrich-Wilhelms-Universität zur Humboldt-Universität zu Berlin. Die Umbenennung der Berliner Universität 1945 bis 1949 und die Gründung der Freien Universität Berlin 1948. Veranstaltung am 9. Februar 2009 (= Neues aus der Geschichte der Humboldt-Universität zu Berlin. Band 2). Präsident der Humboldt-Univ., Berlin 2009, ISBN 978-3-9813135-7-4.